# Parc technologique et archéologique des collines métallifères de Grosseto
Le Parc technologique et archéologique des collines métallifères de Grosseto, (en italien : Parco tecnologico e archeologico delle Colline Metallifere grossetane) comprend le territoire des sept municipalités au nord de la province de Grosseto, en Toscane.

## Organisation
Ce parc scientifique d'archéologie industrielle est composé d'un consortium qui comprend le ministère de l'environnement (qui nomme le président), le ministère du patrimoine culturel et des activités et du tourisme, la région de Toscane, la province de Grosseto, la communauté de montagne des collines métallifères et les sept administrations municipales (qui nomment le vice-président en leur nom).

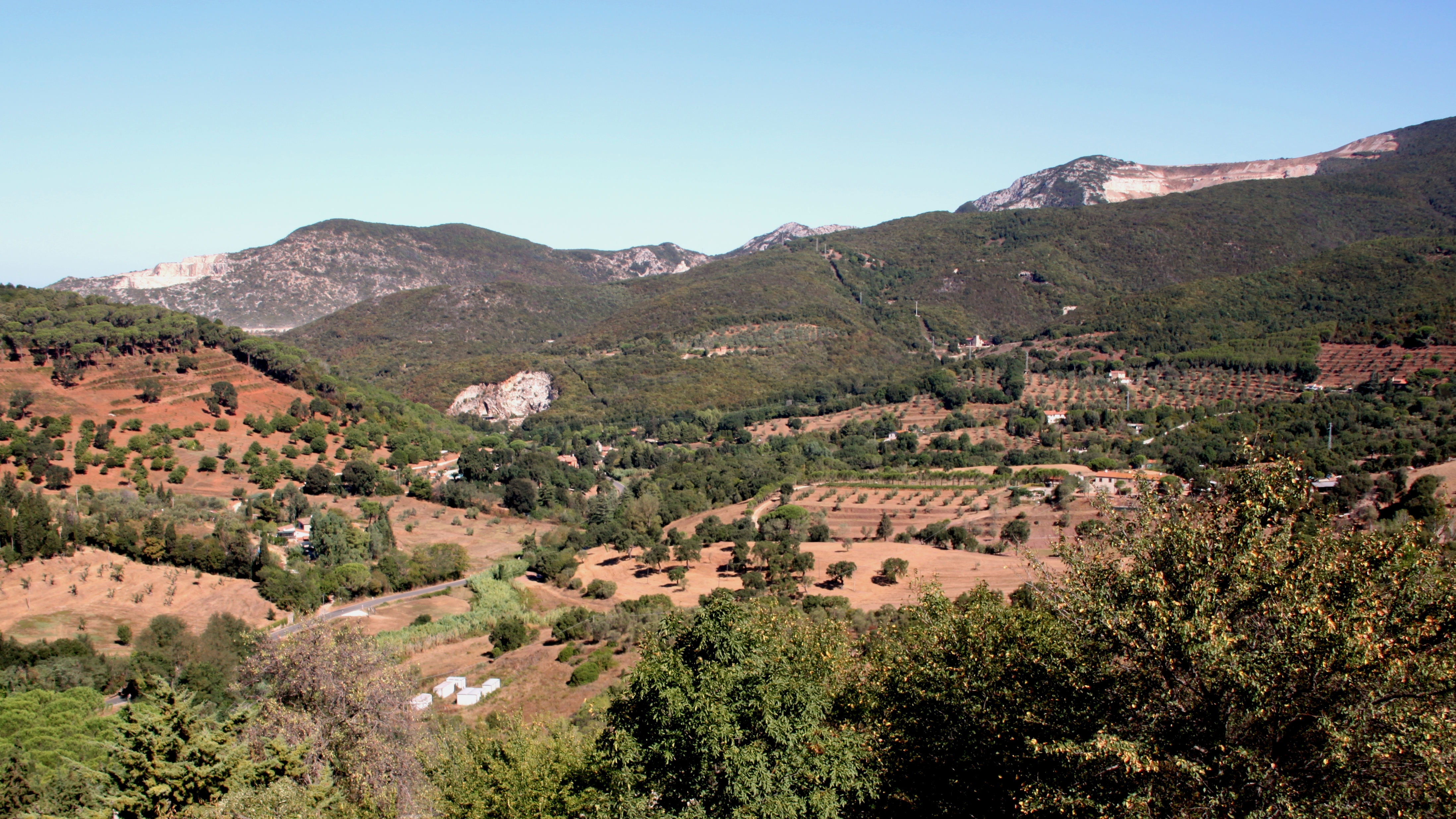
Collines métallifères vues de Campiglia Marittima

Les finalités institutionnelles du parc concernent la récupération, la conservation et la valorisation du patrimoine environnemental, historique-culturel et technico-scientifique des Collines Métallifères, marqué notamment par l'expérience minière, en promouvant un circuit touristique et culturel. Pour cette raison, une « porte d'entrée du parc » a été mise en place dans chaque commune où, outre le centre d'accueil et d'information et le centre de documentation, sont organisés des itinéraires et des visites guidées, des séminaires, des stages de formation professionnelle et des stages pour étudiants universitaires.
La multiplicité des sites qui composent le parc nécessite donc un système de parcours permettant aux visiteurs de choisir entre différentes options de visite, chacune correspondant à des itinéraires spécifiques. A cet effet, cinq itinéraires ont été identifiés ( itinéraires de l'alun, du fer, du lignite, de la pyrite et du cuivre) ; chacun d'eux relie les sites de traitement affectés à un minerai spécifique ; en suivant l'itinéraire, le visiteur pourra retracer, sur une période qui va de l'époque étrusque à l'époque contemporaine, l'évolution technologique de l'activité minière et métallurgique inhérente au minéral qui constitue le leitmotiv de la visite.

## Portes du parc

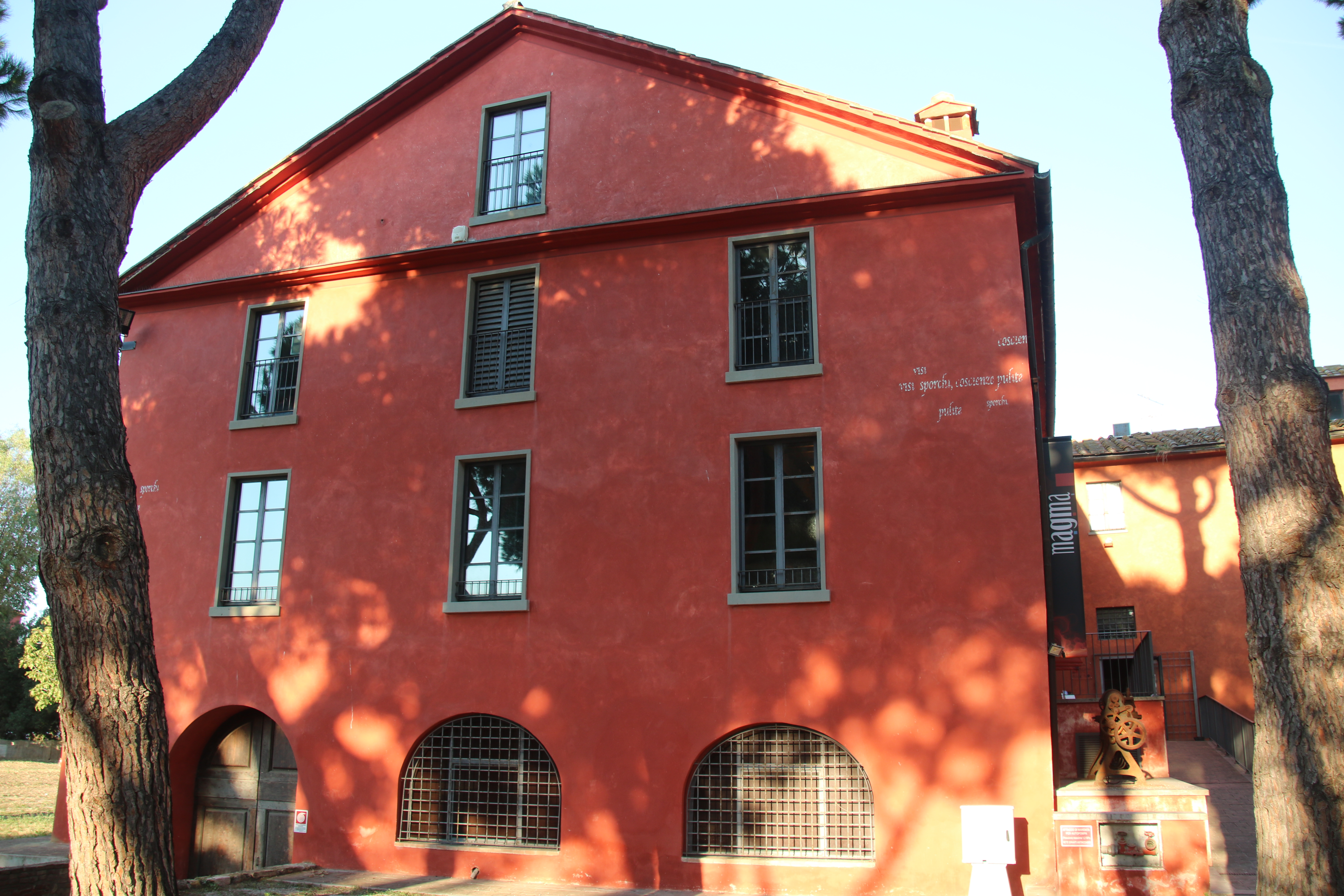
Musée de Maremme

Dans chaque Commune, une "Porte du Parc" a été mise en place. Dans le but de créer non seulement des centres d'accueil, d'information et de documentation, mais aussi d'organiser des itinéraires et des visites guidées, des séminaires, des stages de formation professionnelle et des stages universitaires de troisième cycle.
Les « Portes du Parc » ont été inaugurées au printemps 2005 et sont situées :
- Follonica - Museo delle arti in ghisa nella Maremma (it) (MAGMA)
- Gavorrano - Parco minerario naturalistico di Gavorrano (it)
- Massa Marittima - Museo della miniera (it)
- Monterotondo Marittimo - Centre historique
- Montieri - Sala teatrale di Boccheggiano (it)
- Roccastrada - Ribolla [2]
- Scarlino - Puntone di Scarlino

## Les sites miniers

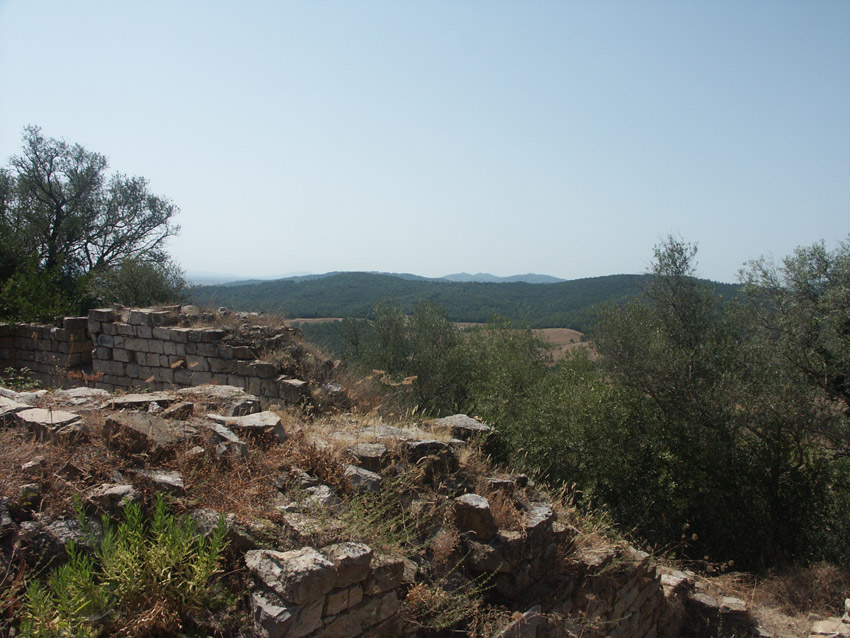
Ruines d'une tour du Castel di Pietra

Zone 1 : Allumiere di Monteleo (it) (municipalité de Monterotondo Marittimo)
Zone 2 : Lago Boracifero (municipalité de Monterotondo Marittimo)
Zone 3 : Parco naturalistico delle Biancane (it) (municipalité de Monterotondo Marittimo)
Zone 4 : mine et carrière de Poggio Mutti, carrières de Romano, mines de Montevecchio (commune de Montieri)
Zone 5 : Puits de mine de Montieri - Beato Giacomo, mine Buca delle Fate, carrière Buca delle Fate, tunnel S. Barbara, mine Santa Maria, tunnel Fonte Ghiacci : Pozzo Leopoldo, La Polveriera (municipalité de Montieri)
Zone 6 : Le Merse - Mine Cagnano, Mine Bagnolo, Le Roste (it) , Usines Pelagone, Le Merse, Mine Valle Buia (Municipalité de Monieri)
Zone 7 : mines de Campiano et Ribudelli (Commune de Montieri)
Zone 8 : Tunnel de Boccheggiano - Pitordini, Mine Mulignoni, Mine Botroni, Mine Baciolo, Mine Acqua Calda Dechars, Mine Cavagigli, Mine Ballarino, Mine Rigagnolo, Téléphériques L'Angolo, Tunnel de drainage, La mine Come back (municipalité de Montieri)
Zone 9 : Château de Rocchette Pannocchieschi (commune de Massa Marittima)
Zone 10 : Château de Cugnano (municipalité de Massa Marittima)
Zone 11 : Montebamboli (it) (municipalité de Massa Marittima)
Zone 12 : Valle dello Stregaio (it) (municipalité de Massa Marittima)
Zone 13 : Niccioleta - bassins de décantation 1-2-3, décharges de Poggio alla Madonna et Pozzo Rostan, Pozzo Rostan, mine Niccioleta, ancien club de loisirs, Pozzo Ovest, Pozzo Corvo, Tunnel de drainage, Fontegrilli, Pozzo Tosi, La Stima (municipalité de Massa Marittima)
Zone 14 : Marsiliana (municipalité de Massa Marittima)
Zone 15 : Castellaccia (municipalité de Massa Marittima)
Zone 16 : Valpiana (municipalité de Massa Marittima)
Zone 17 : Serrabottini - décharge, anciens puits (municipalité de Massa Marittima)
Zone 18 : Fenice Capanne - Pozzo Carlo, anciennes usines de flottation, Pozzo Salerno, Galleria Gustava-Speranza, bassins de résidus, décharges inertes (municipalité de Massa Marittima)
Zone 19 : Pit 4 La Pesta (municipalité de Massa Marittima)
Zone 20 : Forni dell'Accesa (municipalité de Massa Marittima)
Zone 21 : Musée du Fer - Fonderie Ilva di Follonica (it) (municipalité de Follonica)
Zone 22 : Puntone di Scarlino - centre d'expédition de pyrite (municipalité de Scarlino)
Zone 23 : Scarlino Scalo - centre de stockage et d'expédition de pyrite (municipalité de Scarlino)
Zone 24 : Casteani (municipalité de Gavorrano)
Zone 25 : Castel di Pietra (municipalité de Gavorrano)
Zone 26 : Rigoloccio (it) (Parco minerario naturalistico di Gavorrano (it)) (municipalité de Gavorrano )
Zone 27 : Pozzo Impero (it) - Parco delle Rocce (it) (Parc Naturaliste Minier de Gavorrano) (municipalité de Gavorrano)
Zone 28 : Pozzo Roma (it) (Parc Naturaliste Minier de Gavorrano) (municipalité de Gavorrano)
Zone 29 : Ravi Marchi (it) (Parc minier naturaliste de Gavorrano) (municipalité de Gavorrano)
Zone 30 : Val Maggiore (Parc minier naturaliste de Gavorrano) (municipalité de Gavorrano)
Zone 31 : Ferriere Farma (municipalité de Roccastrada)
Zone 32 : Roccatederighi - Mine Roccatederighi, mine Acquanera (municipalité de Roccastrada)
Zone 33 : Poggio Mozzeto (municipalité de Roccastrada)
Zone 34 : Ribolla (municipalité de Roccastrada)

## Galerie

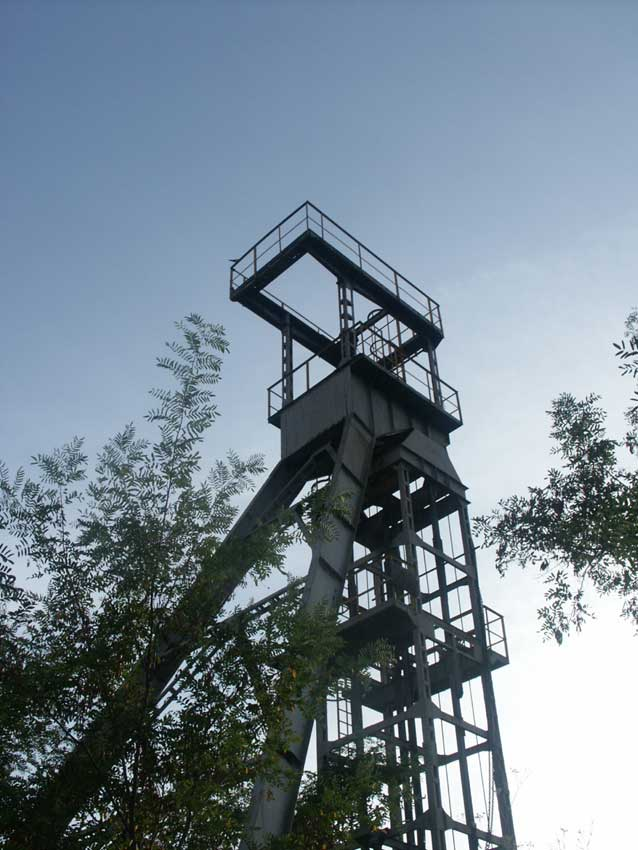
Riggoloccio
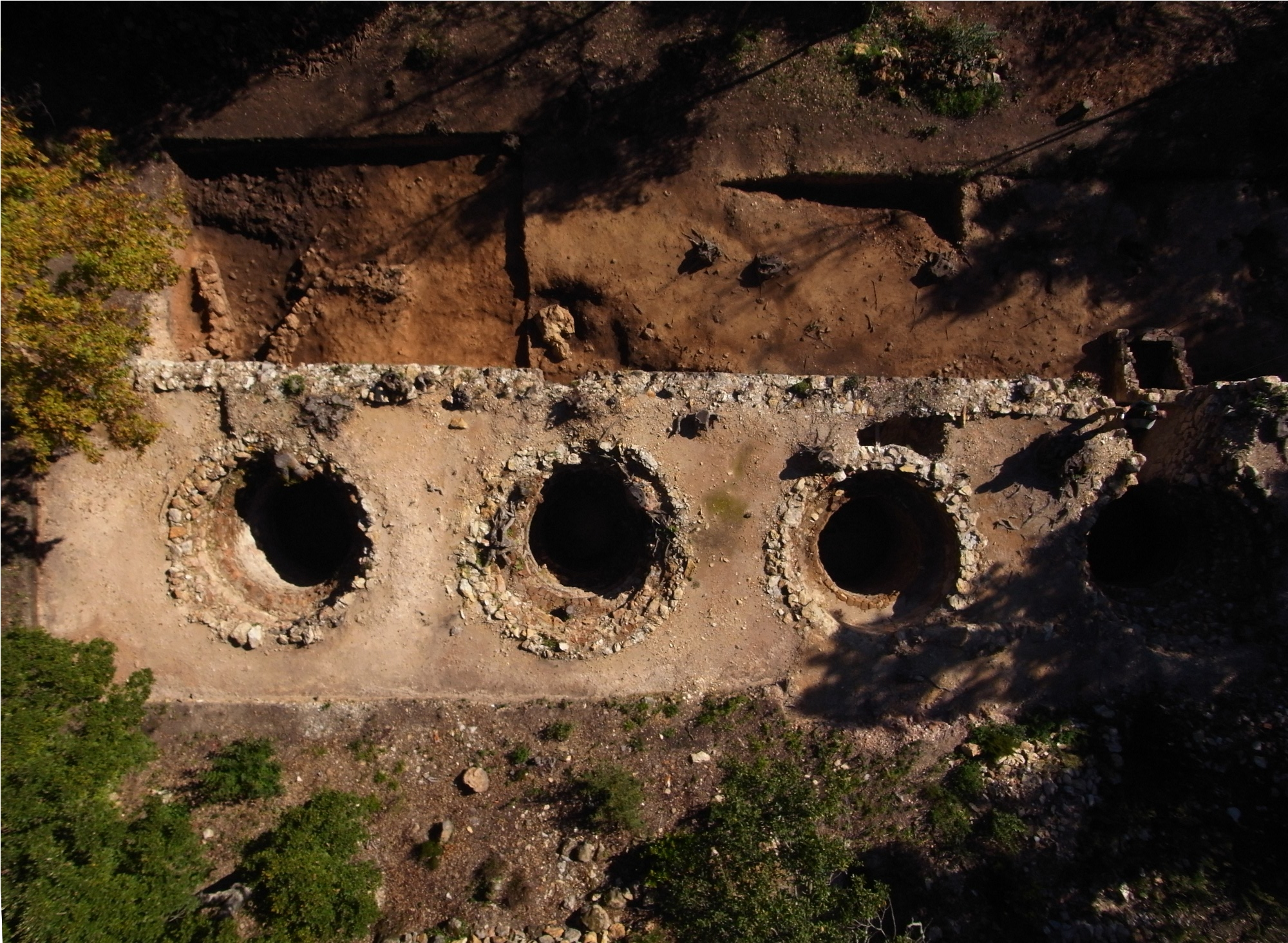
Les tours à alumin (vue aérienne)
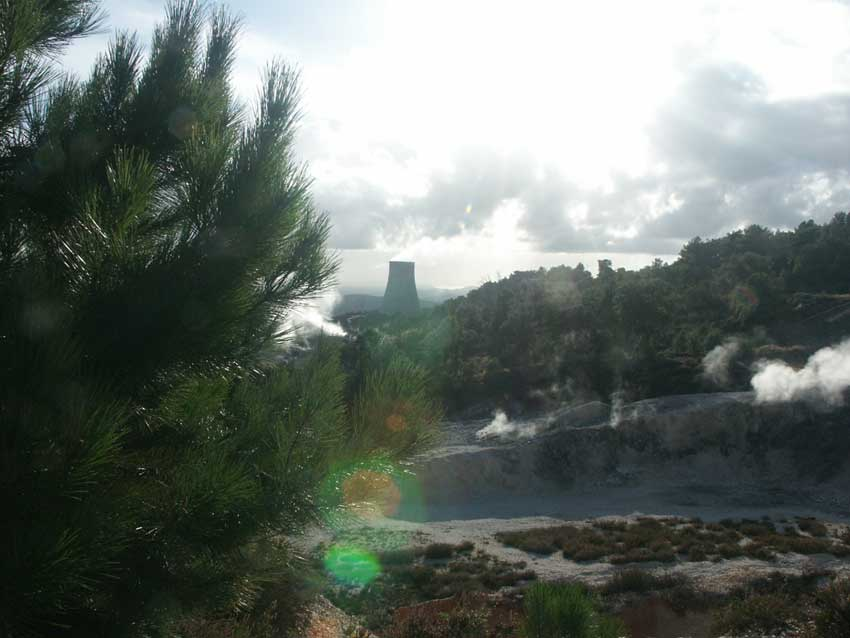
Le Biancane
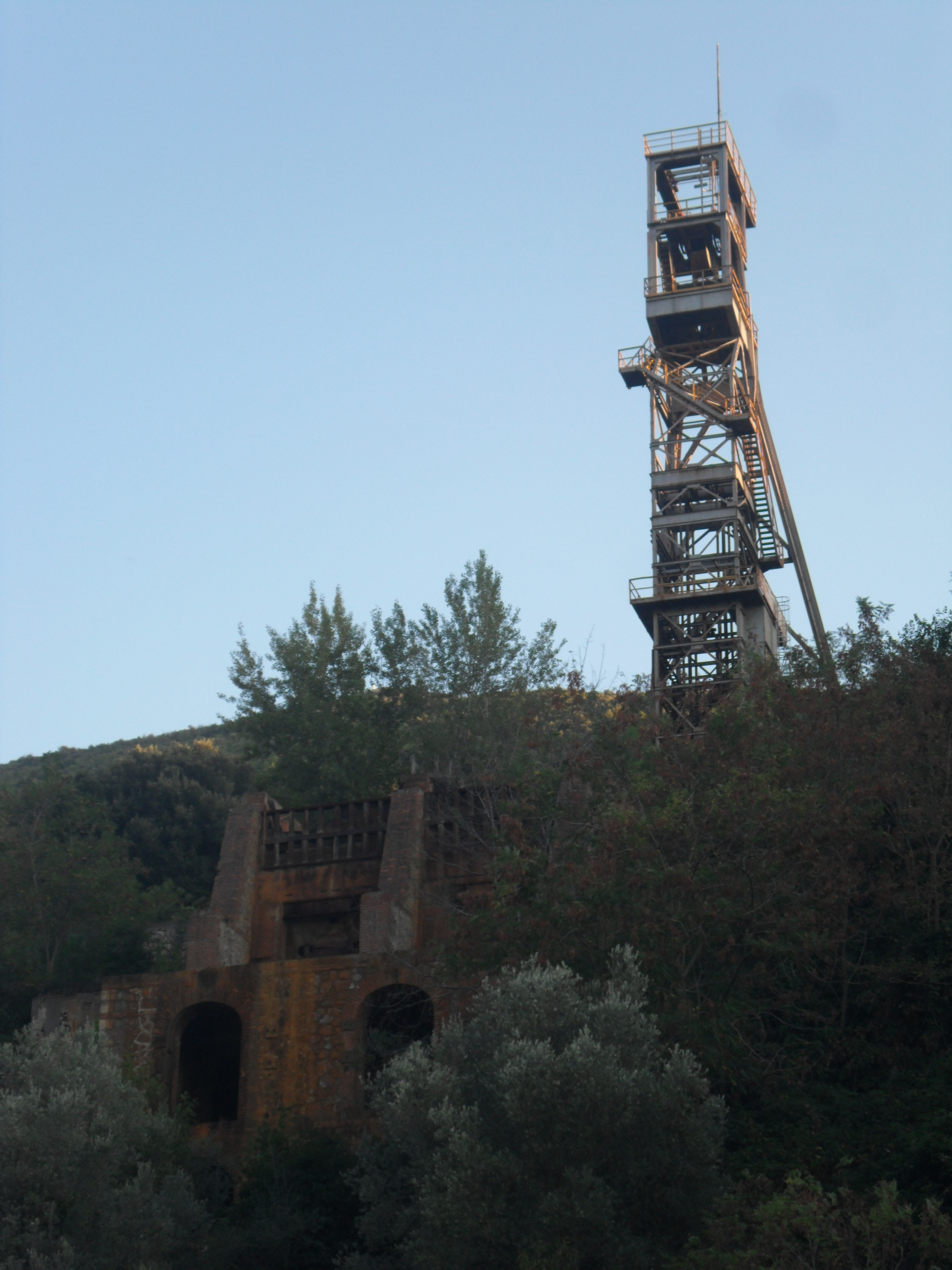
Pozzo Roma

### Sources de traduction
- (it) Cet article est partiellement ou en totalité issu de l’article de Wikipédia en italien intitulé « Parco tecnologico e archeologico delle Colline Metallifere grossetane » (voir la liste des auteurs).